# Parafia Narodzenia Najświętszej Maryi Panny w Przemyślu
Parafia Narodzenia Przenajświętszej Bogurodzicy – prawosławna parafia wojskowa w Przemyślu.
Parafia posiada 1 cerkiew:
- cerkiew Narodzenia Najświętszej Maryi Panny w Przemyślu

## Historia
Parafia została erygowana 12 marca 1997.
Świątynią garnizonową została zabytkowa cerkiew, znajdująca się przy ulicy Mariackiej. Wcześniej cerkiew ta należała do parafii cywilnej. 